# كورتني فورتسون
كورتني فورتسون (بالإنجليزية: Courtney Fortson)‏ مواليد 23 مايو 1988 في مونتغومري، هو لاعب كرة سلة أمريكي. بدأ مسيرته الاحترافية في سنة 2010. يلعب مع تشيجيانغ ليونز في الرابطة الصينية لكرة السلة كلاعب هجوم خلفي. يحمل الرقم 4. يبلغ طوله 5 قدم 11 بوصة (1.8 م).

## المسيرة الاحترافية
لعب مع لوس أنجلوس ديفيندرز في موسم 2011–2012، ثم لعب مع لوس أنجلوس كليبرز في سنة 2012، ثم لعب مع هيوستن روكتس في سنة 2012، ثم لعب مع لوس أنجلوس ديفيندرز في موسم 2012–2013، ثم لعب مع تروتاموندوس دي كارابوبو في سنة 2013.

## روابط خارجية
- كورتني فورتسون على موقع إن بي أي (الإنجليزية)
- كورتني فورتسون على موقع سبورتس رفرنس (الإنجليزية)
- كورتني فورتسون على موقع كرة السلة الأوروبية.كوم (الإنجليزية)
- كورتني فورتسون على موقع كلية كرة السلة في سبورتس رفرنس.كوم (الإنجليزية)
- كورتني فورتسون على موقع ريلجم (الإنجليزية)
- كورتني فورتسون على موقع بروبوليرز (الإنجليزية)
- كورتني فورتسون على موقع سبورتس رفرنس (الإنجليزية)
- كورتني فورتسون على موقع سبورتس رفرنس (الإنجليزية)